# Dillo

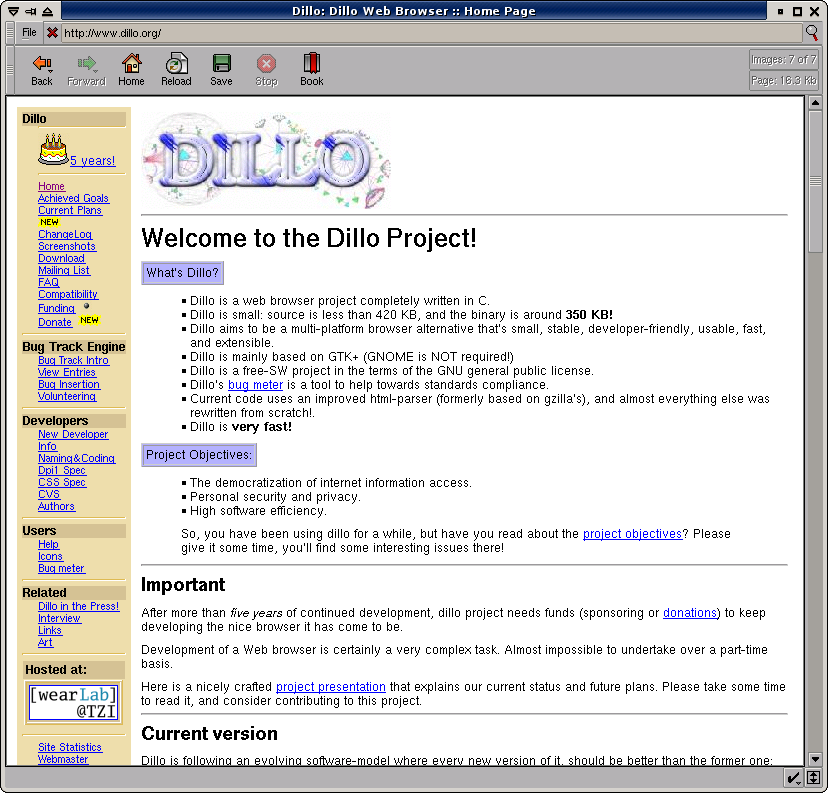
Trình duyệt Dillo thích hợp đối với những trang web ít hình ảnh.

Dillo là một trình duyệt web có kích thước nhỏ gọn, hỗ trợ định dạng HTML đơn giản, kể cả hình ảnh. Ra đời năm 1999, trong quá trình phát triển Dillo có sự chuyển biến về giao diện (đổi từ GTK1 sang FLTK) nhưng vẫn giữ tiêu chuẩn kích thước nhỏ.

## Đặc điểm
- Dillo chạy được trên nhiều hệ điều hành với tốc độ nhanh.
- Dillo cố gắng tương thích với chuẩn Web đơn giản, theo đó không hỗ trợ các khung (frame) trong trang web.
- Viết bằng ngôn ngữ lập trình C++ và bộ công cụ giao diện đồ họa FLTK
- Với kích thước và yêu cầu dung lượng RAM khiêm tốn, Dillo là một công cụ hấp dẫn trong các hệ điều hành chạy từ USB (thumb drive). Chẳng hạn, hệ điều hành Damn Small Linux dùng Dillo như một trình duyệt web mặc định.

Phiên bản mới 2.2 của Dillo đã có một số chỉnh sửa về bảo mật, cải tiến CSS, và nhiều đặc điểm khác.

## Các trình duyệt web nhỏ gọn khác
- Avant Browser
- lynx — trình duyệt web chỉ hỗ trợ văn bản chữ.